# Meekopinna
Meekopinna ist eine ausgestorbene Muschel-Gattung der Familie der Steckmuscheln (Pinnidae) aus der Ordnung der Ostreida. Die drei Arten der Gattung sind auf das Pennsylvanium und Unterperm beschränkt.

## Merkmale
Die Gattung Meekopinna ist durch kleine, eher längliche und schmale Gehäuse charakterisiert. Der Gehäusewinkel beträgt nur etwa 15°, die Länge etwa 10 Zentimeter. Sie sind nur mäßig aufgebläht.  Der Schlossrand ist auf beiden Klappen durch Schalenmaterial verdickt. Die Wirbel liegen nahe dem vorderen Ende, aber nicht endständig.
Die Schale ist dünn. Die Oberfläche des Gehäuses weist eng in regelmäßigen Abständen stehende Anwachsstreifen auf. Die Anwachslinien verlaufen fast parallel zum Ventralrand, biegen dann zum Hinterende um und sind dann gerade oder leicht konvex gebogen. Sie treffen dann nahezu senkrecht auf den Schlossrand.

### Ähnliche Gattungen
Die drei paläozoischen Gattungen Aviculopinna Meek, 1867, Meekopinna Yancey, 1973 und Pteronites M'Coy, 1844 unterscheiden sich von Atrina Gray, 1842 und Pinna Linné, 1768 durch die Wirbel, die bei den drei erstgenannten Gattungen noch deutlich vom spitzen, vorderen (unteren) Ende entfernt sind. Außerdem sind die drei erst genannten Gattungen deutlich schmaler mit kleineren Gehäusewinkel (um 15°).

## Geographische Verbreitung und stratigraphische Reichweite
Die Gattung ist bisher aus der Conemaugh-Gruppe (Pennsylvanium) und aus der permischen Loray-Formation (Arcturus Group, Leonardian ungef. Kungurium), der etwas jüngeren Kaibab-Formation (ebenfalls Leonardian), der Tosi-Formation und der Ervay-Formation (beide Guadalupium) der südlichen USA bekannt. Anelli et al. (2006) fanden sie auch in der Piauí-Formation (Pennsylvanium) des Parnaíba-Beckens in Brasilien.

## Taxonomie
Die Gattung wurde 1973 von Thomas Yancey aufgestellt. Typusart ist Aviculopinna amaricana Meek, 1867. Hoare und Sturgeon sowie Hoare et al. (1979) zogen die Gattung wieder ein und stellten sie in die Synonymie von Pteronites M'Coy in Griffith, 1844. Anelli et al. (2006) führen die Gattung wieder als eigenständig, betonen jedoch die Notwendigkeit einer umfassenden Revision. Waller und Stanley (2005) sowie Lucas et al. (2013) behandeln Meekopinna ebenfalls als eigenständige Gattung. Drei Arten werden zur Gattung gestellt:
- Gattung Meekopinna Yancey, 1973
  - †Meekopinna americana Meek, 1867[6][7]
  - †Meekopinna sagitta (Chronic, 1952)[8]
  - †Meekopinna subspatulata (Worthen, 1875)[9]

## Belege